# Pacifisme en France dans l'entre-deux-guerres

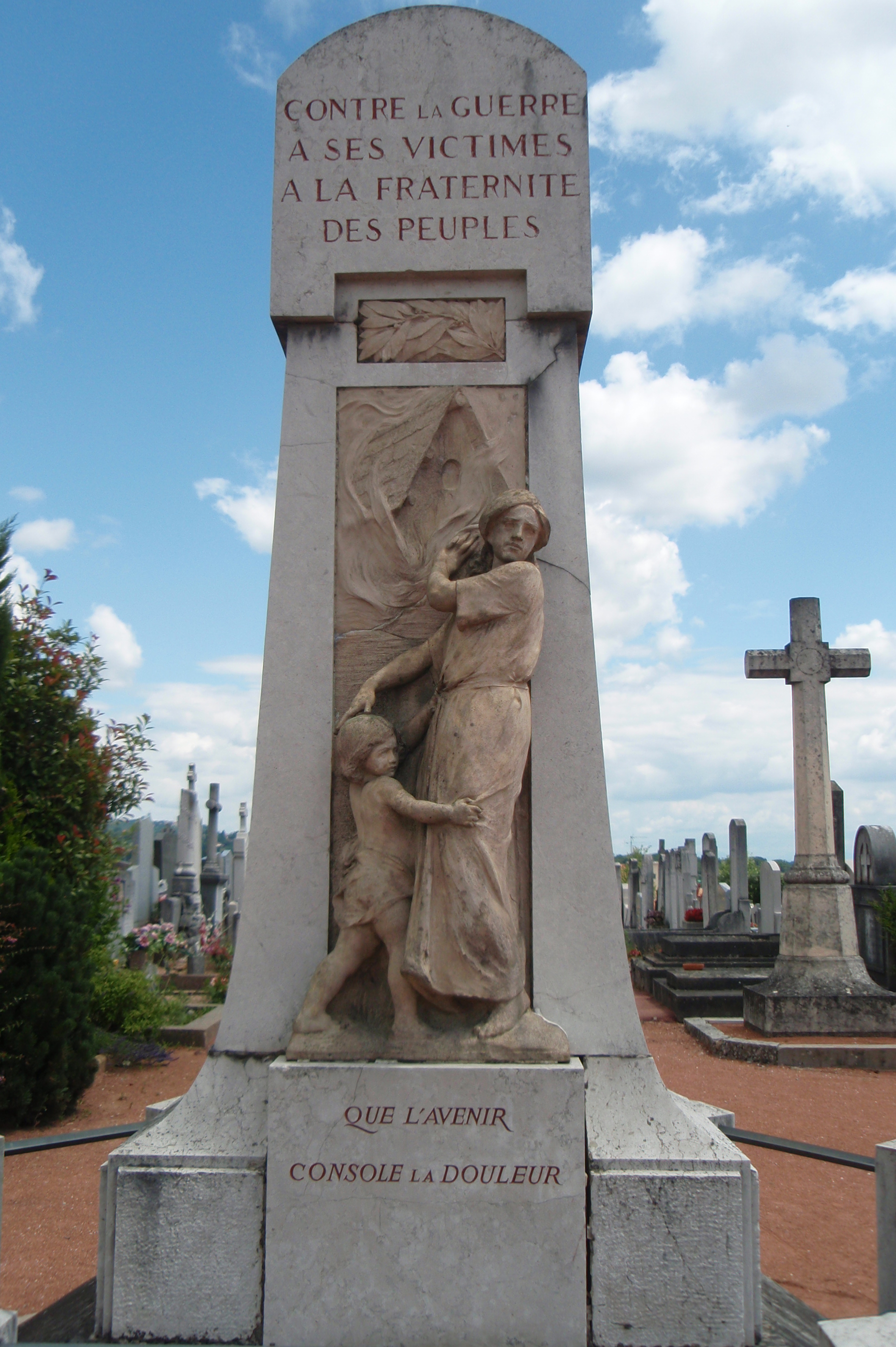
À Dardilly, un monument aux morts pacifiste.

Le pacifisme en France dans l'entre-deux-guerres naît au sortir de la Première Guerre mondiale. La France est exsangue et son moral est durablement marqué par ce qui est le premier conflit de masse de son histoire L'entre-deux-guerres voit, en réaction à ces traumatismes, l'éclosion de nombreux mouvements pacifistes dans toutes les catégories de la population. Ces derniers sont ensuite mis à mal par la montée des totalitarismes et des mouvements fascistes. Les coups de force lors des années 1930 des dictatures italienne et allemande les obligent à se repositionner et font de la défense de la paix une position moins consensuelle et plus difficile à soutenir.

## Le pacifisme dans la société française

### Les anciens combattants
Selon Antoine Prost, un Français sur six a appartenu à un mouvement des anciens combattants dans les années 1920. Une majorité de la population mâle, active et électrice, est donc touchée. Pour ces anciens combattants, le pacifisme devient une évidence, et pour éviter une future guerre, ils s'emploient à « démystifier » l'héroïsme des combattants en cherchant à montrer le vrai visage de la guerre : les mutilés, les « gueules cassées » sont placés en tête du défilé de la victoire le 11 novembre 1919. En outre, ils peuvent affirmer que la guerre est un crime et qu'il faut l'empêcher sans être taxés de lâcheté, voire de trahison.
Les associations d'anciens combattants prolifèrent dès l'immédiat après-guerre. Ce tissu associatif très puissant va jusqu'à rassembler trois millions de personnes, soit un ancien combattant sur deux, au début des années 1930. Les principales associations, à l'exception de celles d'extrême gauche comme l'Association républicaine des anciens combattants (ARAC) ou d'extrême-droite comme l'Action française, qui regroupe environ une dizaine de milliers d'adhérents, s'unifient en novembre 1927 en une Confédération nationale. Un tel mouvement, qui rassemble par exemple l'Union fédérale des mutilés et l'Union nationale des combattants, chacune comptant près d'un million de membres, dispose de tout le poids nécessaire pour faire entendre son message pacifiste et presque unanimement briandiste. En outre, selon Antoine Prost toujours, on retrouve majoritairement dans ces associations des personnes qui n'appartiennent ni aux syndicats ni aux partis et pour qui l’association devient un lieu de socialisation et d'expression privilégié.

### Les intellectuels

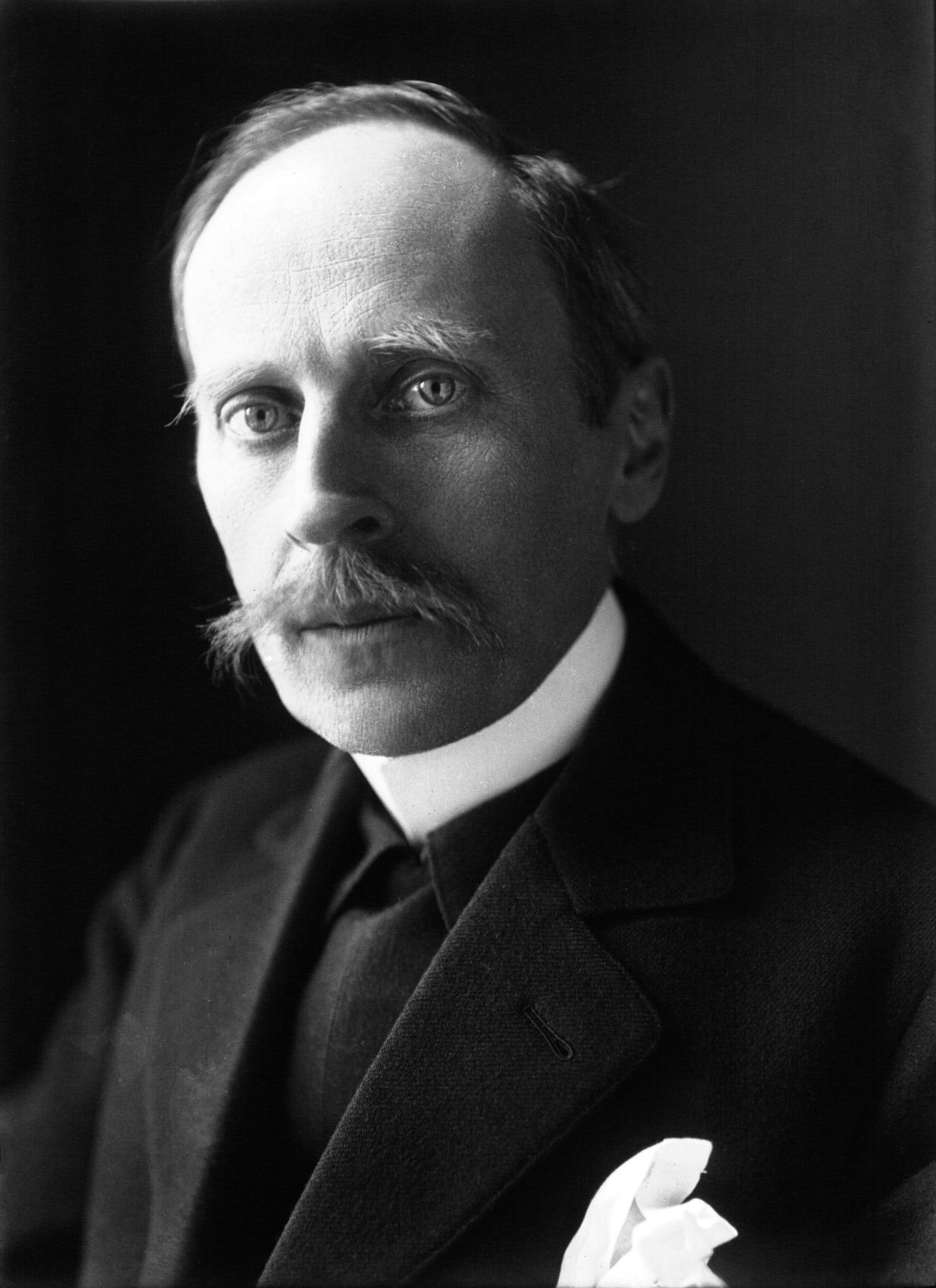
Romain Rolland en 1914.

La plupart des intellectuels soutenaient, par leurs écrits, l'Union sacrée durant la guerre. Pendant l'entre-deux-guerres, leur mauvaise conscience nourrit un pacifisme très marqué. Ainsi, l'appel pour la révision du traité de Versailles lancé en juillet 1925 par le pacifiste Victor Margueritte est signé par plus de 100 personnalités (comme Henri Barbusse, Courteline et Romain Rolland),. Les écrits de Romain Rolland ont un véritable écho dans le réseau d'intellectuels de son temps, notamment dans une revue littéraire du nom de Vivre, fondée en 1914 par André Delemer, qui s'opposait catégoriquement à la guerre dès son déclenchement. 
Tout le long de l'après-guerre et de façon concomitante à la montée des périls en Europe, les intellectuels français vont jouer un rôle non négligeable dans la lutte pour le pacifisme. En effet, celui-ci s’incarne en France à travers la littérature, le cinéma ou la musique. Dans un pays qui a une longue tradition culturelle, le pacifisme va trouver un relais privilégié dans l’art. Ainsi Romain Rolland, prix Nobel de littérature, cherche-t-il, dans sa « Déclaration de l’indépendance de l’Esprit » publiée dans le journal l'Humanité en 1919,  à établir et à proposer aux intellectuels de l'époque des principes afin de permettre à la France de jouer un rôle dans le processus de fédération de l'Europe autour de la paix. Dans son livre Pierre et Luce, qu’il publie en 1920, il prend résolument parti pour la paix en décrivant l’impact dévastateur de la Grande Guerre sur un jeune couple. La création, sous son égide et sous l'impulsion de plusieurs membres du groupe de l'Abbaye, de la revue Europe va également dans ce sens.
Il y a dans l'entre deux-guerres une multiplication des écrits, des œuvres, récits ou témoignages qui prennent parti de façon plus ou moins implicite pour la paix et donc contribuent à implanter le pacifisme dans les opinions publiques en France. On peut citer entre autres Jean Giono, membre de la légion d'honneur et auteur à succès qui déclare, en 1938, dans les Cahiers du Contadour, « [p]our ma part j'aime mieux être Allemand vivant que Français mort » mais également le philosophe et essayiste de renom Alain, qui dans Mars ou la guerre jugée (1921), rédige un véritable pamphlet contre la guerre, dans lequel il assimile la position des soldats sur le front de 1914 à celle des esclaves et souligne le caractère tyrannique et arbitraire de la guerre ; il affirme d'ailleurs que « l'honneur national est comme un fusil chargé ». Enfin, Ferdinand Bardamu, le héros de Louis-Ferdinand Céline dans son célèbre Voyage au bout de la nuit déclare : « je refuse la guerre et tout ce qu'il y a dedans ».
Au cinéma enfin, Abel Gance, dans le second tournage de son propre film, J'accuse, adapté à l'ère du cinéma parlant, met en scène un rescapé de la Grande Guerre qui sombre dans la folie, tout en dédiant son film « aux futurs morts de la guerre de demain ».

### La franc-maçonnerie

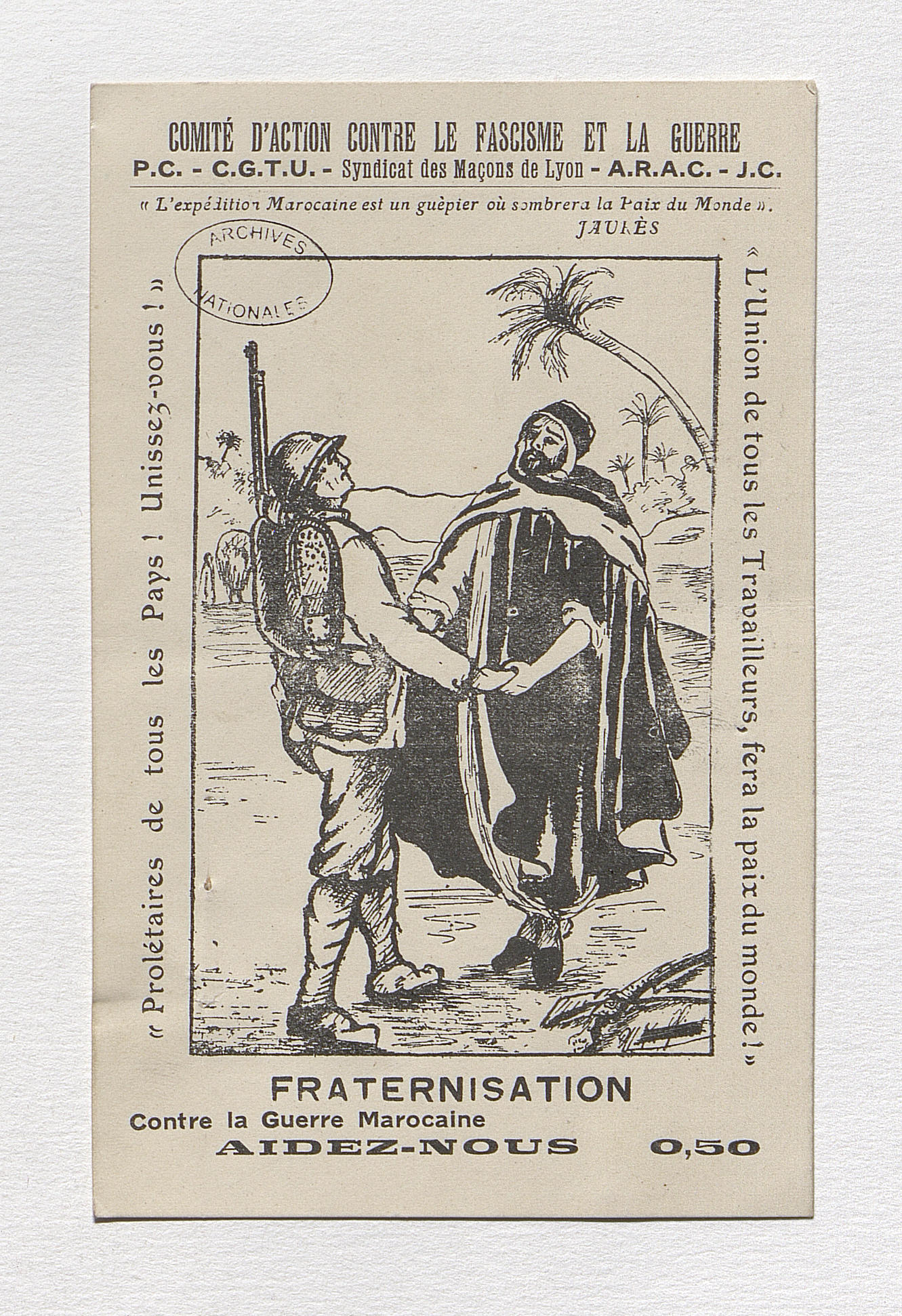
Tract pacifiste de 1925, signé notamment par le syndicat des maçons de Lyon.

A la fin du conflit pour les francs-maçons, les valeurs de fraternité et d'universalité de la franc-maçonnerie portent en elle toutes les facettes d'un pacifisme utilisables dans la société civile. Le pacifisme maçonnique propose la régénération de l'homme, la sauvegarde de la civilisation et l'éducation des populations. Cet engagement prend deux formes, par intégration dans le mouvement de pacifiste convaincu et par la réflexion collective sur la paix, tout comme le militarisme, l'armement. Toutefois, ces principes et méthodes ne sont pas spécifiques à la franc-maçonnerie. Son action passe par aussi par la création en 1921 de l'Association maçonnique internationale, qui vise à développer la coopération entre les obédiences du monde afin de diffuser les idéaux de la Société des Nations.

### Les ecclésiastiques
Certaines grandes figures du catholicisme se font les défenseurs du pacifisme. Ainsi, Maurice Vaussard dans le Bulletin catholique, dont il est fondateur, défend l'idée que le 5e commandement « Tu ne tueras point » ne peut se traduire que par un pacifisme engagé chez les chrétiens. Des lieux de culte sont même consacrés à la paix, comme l'église Notre-Dame-de-la-Paix de Suresnes, construite au début des années 1930. Des pèlerinages y ont lieu plusieurs années afin de prier pour la paix, comme le dimanche 3 juillet 1938.
Les protestants français essayent aussi de promouvoir une entente internationale, en participant à l'Alliance universelle pour l'amitié internationale par les Églises et à ses congrès d'Oud Wassenaer en 1919 (où la délégation allemande admet que l'invasion de la Belgique par l'Allemagne en 1914 était une faute morale), de Copenhague en 1922 et de Prague en 1928. L'influence de ces actions reste certes très limitée en France, les protestants ne représentant qu’environ 1,5 % de la population, mais cette influence est majorée par des mouvements fondés par des protestants :
- le Mouvement international de la réconciliation, branche française de l'International Fellowship of Reconciliation (IFOR), fondé en 1923 à la Faculté de théologie protestante de Paris, d'où sortiront par exemple Henri Roser (1899-1981), André Trocmé (1901-1971), futur inspirateur du sauvetage massif des juifs dans la trégion du Chambon-sur-Lignon, Jacques Martin (1906-2001) ou Jean Lasserre (1908-1983)[17],
- les "Chevaliers du Prince de la Paix", mouvement fondé par Étienne Bach, actif de 1923 à 1936, qui promeut particulièrement la réconciliation franco-allemande, ouvre à partir de 1929 un Centre de rencontres internationales près de Neuchâtel en Suisse[18] et dont le nombre d'adhérents va atteindre 200 000[19],[20].

### Le féminisme
Le féminisme est parcouru par un mouvement pacifiste qui se fonde sur un refus d'un ordre guerrier et brutal qui remplace la force par le droit. Le principe de violence qui serait au cœur de la société ferait en fait de la lutte contre la guerre et de la lutte féministe un seul et même combat contre la société patriarcale. Toutefois, certaines craignent que cette critique accrédite l'image de la femme-mère et le discours sur le rôle traditionnel de la femme.

### Les jeunes
La Société des Nations est très populaire dans les milieux étudiants, comme la Ligue d'action universitaire républicaine et socialiste, qui, dans un communiqué de presse, affirme : « Nous voulons LA PAIX au-dedans comme au-dehors, nous voulons la véritable SDN, celle des démocrates et des pacifistes. Nous voulons réparer les futurs États-Unis d’Europe ».
Le pacifisme français transcende les générations et touche autant que les autres les personnes trop jeunes pour avoir participé au combat. Ce pacifisme est à la fois un facteur de consensus mais aussi le support de certaines contestations politiques et sociales. Jean Zay rédige Le drapeau à 19 ans en 1924, un poème en forme de pamphlet contre le drapeau tricolore.

### La gauche
Si la classe politique dans son ensemble baigne dans le pacifisme ambiant, c'est la gauche qui lui fournit ses plus ardents défenseurs. Ainsi Paul Faure, secrétaire général de la SFIO, préconisait-il dès 1918 « une paix sans annexions ni indemnités » afin d'éviter tout sentiment de revanche. Aristide Briand, ministre des Affaires étrangères en 1921 et d'avril 1925 à janvier 1932, œuvre également beaucoup pour la paix et la collaboration internationale comme lors des accords de Locarno en 1925). Son combat pour une Europe unie (il invite dès 1929 les dirigeants européens à tisser « une sorte de lien fédéral ») s'inscrit également dans cette démarche pacifique. Il reçoit par ailleurs le Prix Nobel de la paix en 1926, avec son homologue allemand Gustav Stresemann, pour leurs efforts visant une paix durable. En 1928, il est le cosignataire du pacte Briand-Kellogg, qui met « la guerre hors-la-loi ».

### Le pacifisme des vainqueurs
Il est plus facile pour les Français, qui sortent vainqueurs du conflit et largement satisfaits par la conclusion du Traité de Versailles, d'être pacifistes. Comme l'écrit René Rémond, « Notre pays, étant victorieux, ne désire plus rien… Il n'y a rien à attendre de la guerre sinon des destructions ». En fait, pour l'historien Maurice Agulhon, il faut bien distinguer ceux qui se réjouissent de la paix et ceux qui se réjouissent de la victoire. Cette distinction recouvrerait une division nationale profonde et pernicieuse.

## Le pacifisme français face à la guerre civile espagnole

### La situation en 1936
L’année 1936 est charnière dans les relations entre les démocraties européennes minoritaires et les États autoritaires et fascistes (Italie, Allemagne). L’attachement des opinions publiques à l’idée de paix, à la non-intervention et à la neutralité entraîne des réactions improvisées et des simulacres de représailles, voire une inaction quasi totale face aux atteintes à la paix, et la France et la Grande-Bretagne, les deux puissances fortes capable de tenir tête à l'Allemagne et à l'Italie fasciste, semblent se complaire dans l'attentisme. Cette relative impuissance se révèle dans la guerre d'Espagne.

### Partis et syndicats
Les partis politiques français traditionnels sont divisés quant à la question de la participation de la France à la guerre civile espagnole. La SFIO est divisée entre pacifistes révolutionnaires, pour qui la guerre est envisageable lorsqu’elle oppose intérêts capitaliste et impérialistes, et pacifistes intégraux, pour qui toute idée de conflit armée semble inenvisageable. La Confédération générale du travail et le Parti communiste français s’opposent presque de façon immédiate au soulèvement nationaliste, et la lutte des républicains espagnols devient rapidement aux yeux de sympathisants communistes une lutte contre le fascisme. Dans une adresse au peuple espagnol le 24 juillet 1936, « La CGT française adresse au peuple espagnol et à l’UGT l’expression de son admiration fraternelle pour sa lutte contre la réaction et le fascisme. Elle assure le prolétariat espagnol de sa complète solidarité et lui affirme sa conviction profonde que la levée en masse des travailleurs sera victorieuse des factieux et des généraux du coup d’État ».

### Réactions internationales
Cependant à l’échelle des États c’est l’idée de non-intervention qui est prédominante. Dès le 1er août, la France donne aux autres pays d’Europe une mise en garde contre l’intervention en Espagne, qui est perçue comme étant trop dangereuse. Résolue à maintenir la paix, au même titre que la Grande-Bretagne, la France parvient à la constitution d’un comité de non-intervention qui réunit à Londres 27 pays, qui se confortent dans leurs positions non-interventionnistes. Le 25 juillet 1936, la France décide d’interdire l’exportation d’armes à destination de l’Espagne. De leurs côtés, l’Allemagne et l’Italie apportent leur soutien aux nationalistes de Franco. L’intervention militaire italo-allemande s’explique par le fait que la guerre fournit un banc d’essai idéal pour les troupes et surtout pour le matériel des dictatures, d’autant plus que Mussolini, dans un discours le 23 mars 1936, juge la guerre « inéluctable pour l’Italie » et se moque donc ouvertement des velléités pacifistes françaises.
Daladier, qui arrive au pouvoir en France et succède au gouvernement de Blum en 1938, reste sur les positions qu'il tenait lorsqu'il était ministre de la Défense sous le précédent gouvernement : la non-intervention et envisage même un temps un rapprochement stratégique avec les nationalistes espagnols. Finalement, le pacifisme des démocraties européennes face aux régimes autoritaires ouvre en Europe à partir de 1936 une période de défis sans réplique et de simulacre de représailles juridiques.

## L'échec du pacifisme français devant l'Allemagne

### La poursuite de l'expansion allemande
Entre 1936 et 1938, quatre États (Éthiopie, Autriche, Albanie, Tchécoslovaquie) vont perdre leur indépendance sans qu’aucune démocratie libérale européenne n’intervienne ou même la Société des Nations. Au nom du pacifisme, les démocraties semblent démissionner face aux États fascistes et autoritaires. Plus que jamais, les pacifistes s’accrochent aux idées de paix, de non-intervention et de laissez-faire. Dès 1934, Félicien Challaye publie un ouvrage au titre évocateur, Pour une paix désarmée même face à Hitler, où il défend les thèses d'un ultra-pacifisme selon lequel même l'occupation étrangère serait préférable à une guerre.

### Conférence de Munich, révélatrice de l'impuissance française et britannique

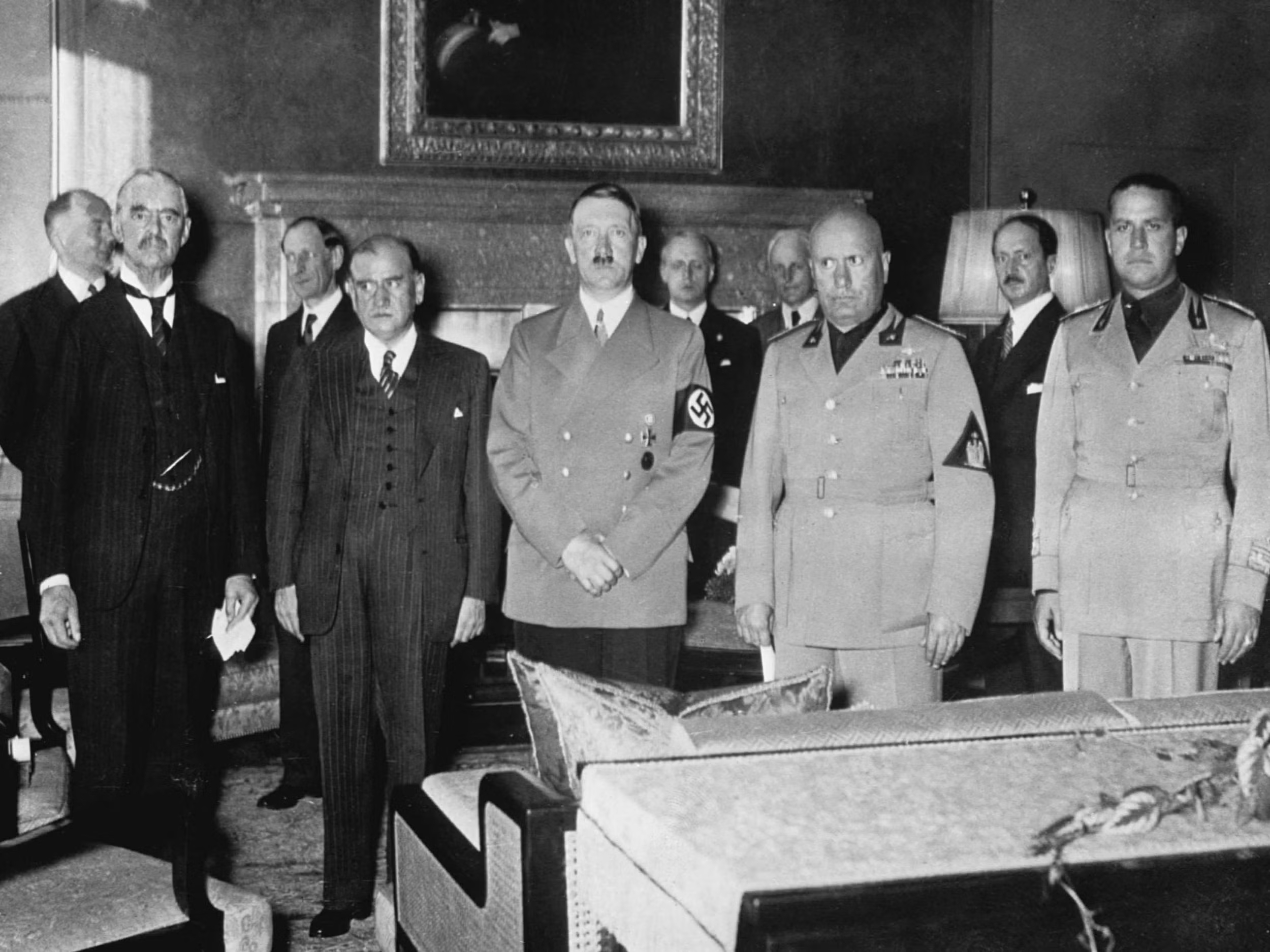
Chamberlain, Daladier, Hitler et Mussolini le 29 septembre 1938.

Après avoir laissé Hitler annexer l’Autriche, les démocraties doivent réagir face aux velléités expansionnistes du Troisième Reich, qui se tourne vers la Tchécoslovaquie, notamment la région des Sudètes, sous le prétexte d'être peuplée de 3 millions de germanophones. En septembre 1938 se réunissent à Munich les grandes puissances européennes dans le but de trouver une sortie de crise aux problèmes posés par le cas tchécoslovaque. Les larges concessions qui sont faites à Hitler par Chamberlain et Daladier peuvent se comprendre par l'acquisition tout entière des opinions publiques au pacifisme, sous ses acceptions les plus diverses. En effet, le pacifisme est protéiforme et relève de logiques multiples : pacifisme héroïque qui refuse la violence et va jusqu'à prôner la désobéissance civile, pacifisme chrétien qui est le fait des Églises chrétiennes et protestantes pour lesquelles la paix relève de l'ordre divin sur terre, pacifisme lié au communisme et au socialisme qui entend instaurer une paix universelle en abolissant les classes sociales et pacifisme économique qui souligne le caractère néfaste des conflits armés sur le climat des affaires et dont l'homme d'affaires Henri Dunant est un précurseur : « il faut cinquante ans de paix pour se guérir de quelques années de victoire ».
Cependant, nombreux sont les acteurs ou observateurs de la vie politique internationale qui perçoivent la fragilité de la paix : à sa descente d’avion à l'aéroport du Bourget, de retour d'Allemagne, Daladier, conscient d’avoir plié face à Hitler, lâche à la foule de Français le remerciant d’avoir sauvé temporairement la paix en Europe son célèbre « Ah ! Les cons ! S'ils savaient ! » ; dans une allocution, Churchill affirme que la paix, à partir des accords de Munich, ne semble plus être une option. Dans un discours à la Chambre des Communes prononcé au retour de Chamberlain de Munich, il lui déclare : « Vous aviez le choix entre le déshonneur et la guerre, vous avez choisi le déshonneur et vous aurez la guerre ». Enfin, Blum se dit « partagé entre un lâche soulagement et la honte ». De fait, Munich n’est qu’un prétexte pour Hitler, dont les volontés expansionnistes sont sans limites. En effet, il se tourne ensuite vers la Pologne et revendique le retour de Dantzig à l’Allemagne. L’invasion de la Pologne par les forces du Reich plonge définitivement l’Europe dans la guerre et met fin aux idéaux du pacifisme français, et la France déclare la guerre à l'Allemagne dès septembre 1939.

### Pacifisme et collaboration
Le pacifisme des années 1930 est considéré par l'historien Simon Epstein comme « vecteur principal de collaboration », expliquant, selon son point de vue, le revirement de nombreuses personnalités militantes et politiques, notamment à gauche de l'échiquier politique, vers la collaboration pour éviter la confrontation avec l'occupant allemand. Néanmoins, ces investigations historiques ne sont pas jugées très convaincantes par des critiques littéraires de la presse,.